# Camille Surdez
Camille Surdez, née le 13 janvier 1998 à Boudevilliers en Suisse, est une footballeuse internationale suisse qui évoluait au poste d'attaquante. Elle prend sa retraite sportive en 2022.

## Biographie
Camille Surdez naît le 13 janvier 1998 à Boudevilliers dans le canton de Neuchâtel en Suisse.

### Carrière en club
Elle commence le football à l’âge de 8 ans au FC Dombresson, dans une équipe de garçons. Elle rejoint ensuite les juniors de Neuchâtel Xamax où elle évolue jusqu'en moins de 15 ans avec les garçons avant de rejoindre la première équipe féminine d'Yverdon, avec qui elle fait ses débuts en ligue nationale A. Elle rejoint ensuite les Young Boys.
En juillet 2018, Camille Surdez s'engage pour deux ans aux Girondins de Bordeaux.
En juin 2020, elle signe au FC Bâle. En 2022, après deux saisons passées au FC Bâle et après avoir été opérée une sixième fois au genou droit, Camille Surdez met un terme à sa carrière, à l'âge de 24 ans.

### Carrière en sélection
Camille Surdez est sélectionnée pour l'Euro des moins de 17 ans 2015 en Islande. Elle termine deuxième meilleure buteuse des qualifications.
Elle fait partie en 2016 de l'équipe de Suisse de moins de 19 ans demi-finaliste de l'Euro.